# Bold Scandinavia
Bold Scandinavia är en designbyrå med kontor i Stockholm, Oslo och Köpenhamn. Byrån ingår i det skandinaviska byrånätverket The North Alliance och har vunnit flera nationella och internationella designpriser för kunder som SCA, EuroPride, Mitsubishi och iZettle.

## Historik
Bold grundades 2011 av Oskar Lübeck och Carl-Fredrik af Sandeberg. Oskar Lübeck var tidigare design director på Brand union och Carl-Fredrik af Sandeberg kom från varumärkesbyrån Differ, där han arbetat som företagets VD.
Under 2014 valde byrån att ansluta sig till byrånätverket The North Alliance (NoA) och 2016 valdes Oskar Lübeck till ordförande i den svenska branschorganisationen Komm’s varumärkes- och designråd.
Byrån har sedan starten breddat sitt erbjudande i flera steg där det första skedde 2017 när duon Martin Klint och Kristian Bjureby rekryterades för att bygga upp en motion design-avdelning. Samma år etablerade Bold sig i Norge och Danmark och året därpå fick Joar Lenz, musikproducent, låtskrivare och ljudtekniker, uppdraget att leda arbetet med att stärka varumärkesupplevelsen med ljud.

## Priser
Bold är en av Sveriges mest prisbelönta designbyråer och har vunnit priser i tävlingar som 100-wattaren, Creative Circle Awards, Cresta Awards, Epica Awards, Eurobest, Guldägget, Lisbon International Advertising Festival Awards, London International Awards, One Show, Pentawards, Red dot awards, Strategy Awards Sweden, Swedish Design Awards, Visuelt Awards och Årets Byrå.

## Kunder i urval
iZettle, Hemköp, H&M, Mitsubishi Electric, SCA, Schibsted och den amerikanska tv-kanalen Link TV.